# Abatiku Village
Abatiku Village är en ort i Kiribati.   Den ligger i örådet Abemama och ögruppen Gilbertöarna, i den sydöstra delen av landet, 140 km sydost om huvudstaden Tarawa. Abatiku Village ligger 12 meter över havet och antalet invånare är 191. Den ligger på ön Abatiku.
Terrängen runt Abatiku Village är mycket platt.  Närmaste större samhälle är Tabiang Village, 12,3 km nordost om Abatiku Village. 